# Peter Schouten
Peter Mark Schouten AM (* 1957 in Sydney) ist ein australischer Künstler und Illustrator, der an verschiedenen Publikationen im Bereich der Zoologie und Paläontologie beteiligt war und ist.

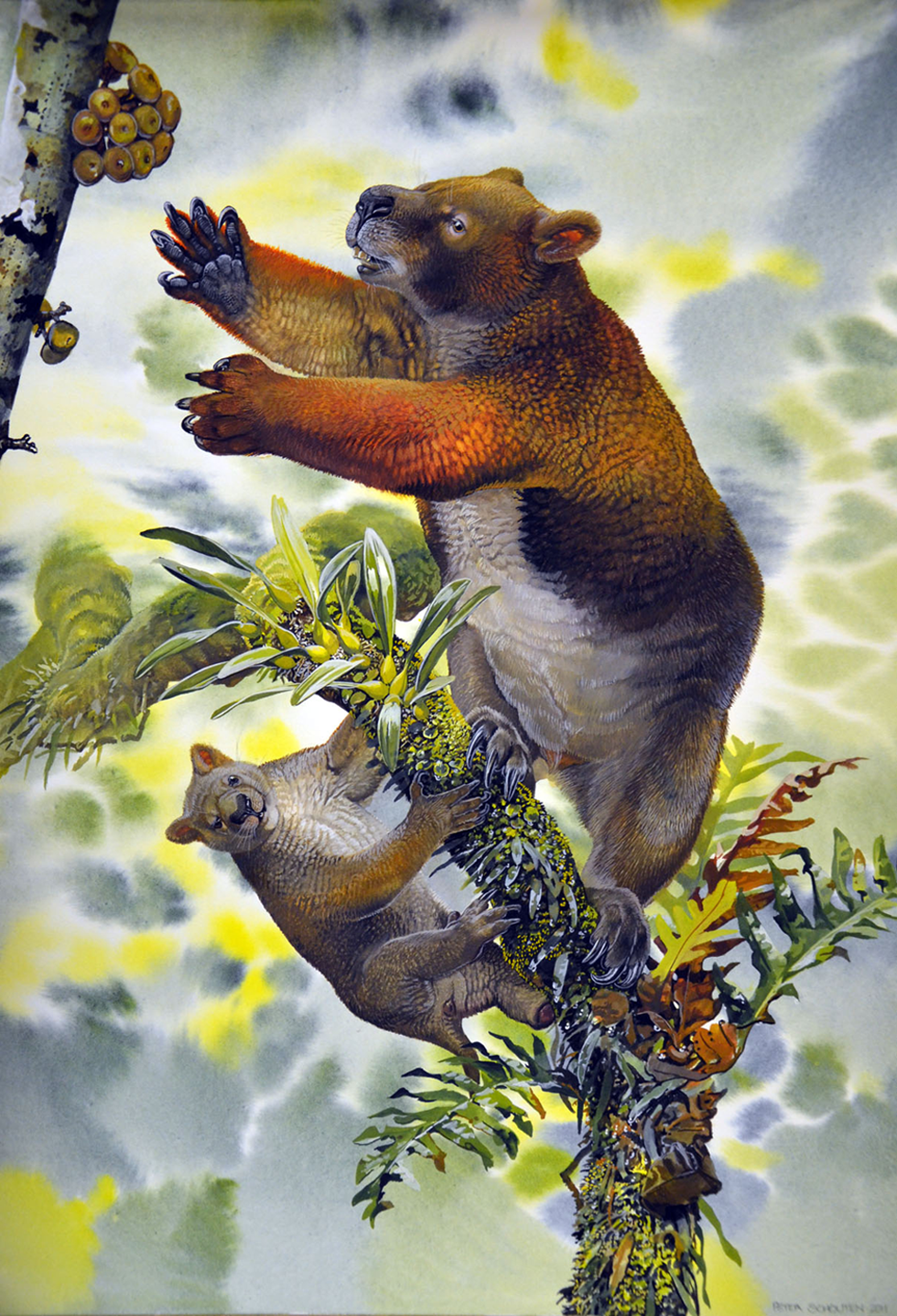
Lebendrekonstruktion von Nimbadon lavarackorum

Seine Werke zeichnen sich durch Naturalismus und Detailtreue aus, wobei Schouten bei der Rekonstruktion von ausgestorbenen Lebewesen auch eigene Vorstellungen und Annahmen in seine Werke einbaut und ihnen so eine individuelle Note verleiht.
Seine frühen Werke beschäftigen sich hauptsächlich mit der Fauna seiner Heimatkontinents Australien, das erste Buch, in dem seine Illustrationen durchgehend auftauchen, Prehistoric Animals of Australia, behandelt ebenfalls dieses Thema.
Während seiner Arbeit als Illustrator und Mitautor arbeitete er mit verschiedenen Wissenschaftlern zusammen, unter anderem mit Tim Flannery (Astonishing Animals, Gewinner des „Victorian Premier’s Literary Award“ 2005; A Gap in Nature, Possums of the World) und John Long (Feathered Dinosaurs).
Daneben ist Schouten durch seine Darstellung des Homo floresiensis international bekannt geworden, die 2004 als erste wissenschaftliche Rekonstruktion dieser Art der Hominini veröffentlicht wurde.
Bisher erschien noch kein Buch unter seiner Beteiligung in deutscher Sprache.
2015 wurde er für seine Verdienste um die bildende Kunst als Illustrator von Wildtieren und wissenschaftlichen Werken sowie für die Erhaltung und Dokumentation der australischen Naturgeschichte zum Member des Order of Australia ernannt.

## Werke (Auswahl)
- Tree Kangaroos, A Curious Natural History. Reed Books Australia, 1996, ISBN 0-7301-0492-3.
- Mit Tim Flannery: A Gap In Nature: Discovering World’s Extinct Animals. Atlantic Monthly Press, 2001, ISBN 0-87113-797-6.
- Astonishing Animals. Atlantic Monthly Press, 2004, ISBN 0-87113-875-1.
- Feathered Dinosaurs. The Origin Of Birds. Oxford University Press, 2008, ISBN 978-0-19-537266-3